# Wendelinuskapellen van Budenheim
De twee Wendelinuskapellen van Budenheim in het Landkreis Mainz-Bingen in Rijnland-Palts staan in het Lennebergwald aan de stadsgrens van Mainz-Gonsenheim. De kapellen werden aan de heilige Wendelinus gewijd en in 1776 respectievelijk 1866 gebouwd.  
De kapellen vormen op elke derde zondag in oktober de bestemming van de Budenheimer Wendelinus-bedevaart. In de onmiddellijke nabijheid van de beide kapellen, maar dan reeds op het stadsgebied van Mainz, staat het Wendelinusheim, een centrum van het katholieke jeugdwerk dat bestemd is voor kinderen die ontspanning nodig hebben.

## De oude kapel
De kleinere en oudere kapel werd in 1776 gebouwd.  Op dezelfde plaats stond eerder reeds een kapel, die eveneens aan de heilige Wendelinus was gewijd. Deze kapel werd door de bevolking van Budenheim gesticht naar aanleiding van een uitbraak van mond-en-klauwzeer onder hun vee. De heilige Wendelinus geldt als schutspatroon van herders en boeren. De oudere kapel betreft een kleine kapel met een schilddak, dat in de laatbarokke stijl werd gebouwd. Boven de ingang van de kapel is het jaartal 1814 ingemetseld, dat niet naar het bouwjaar maar naar een renovatie verwijst.

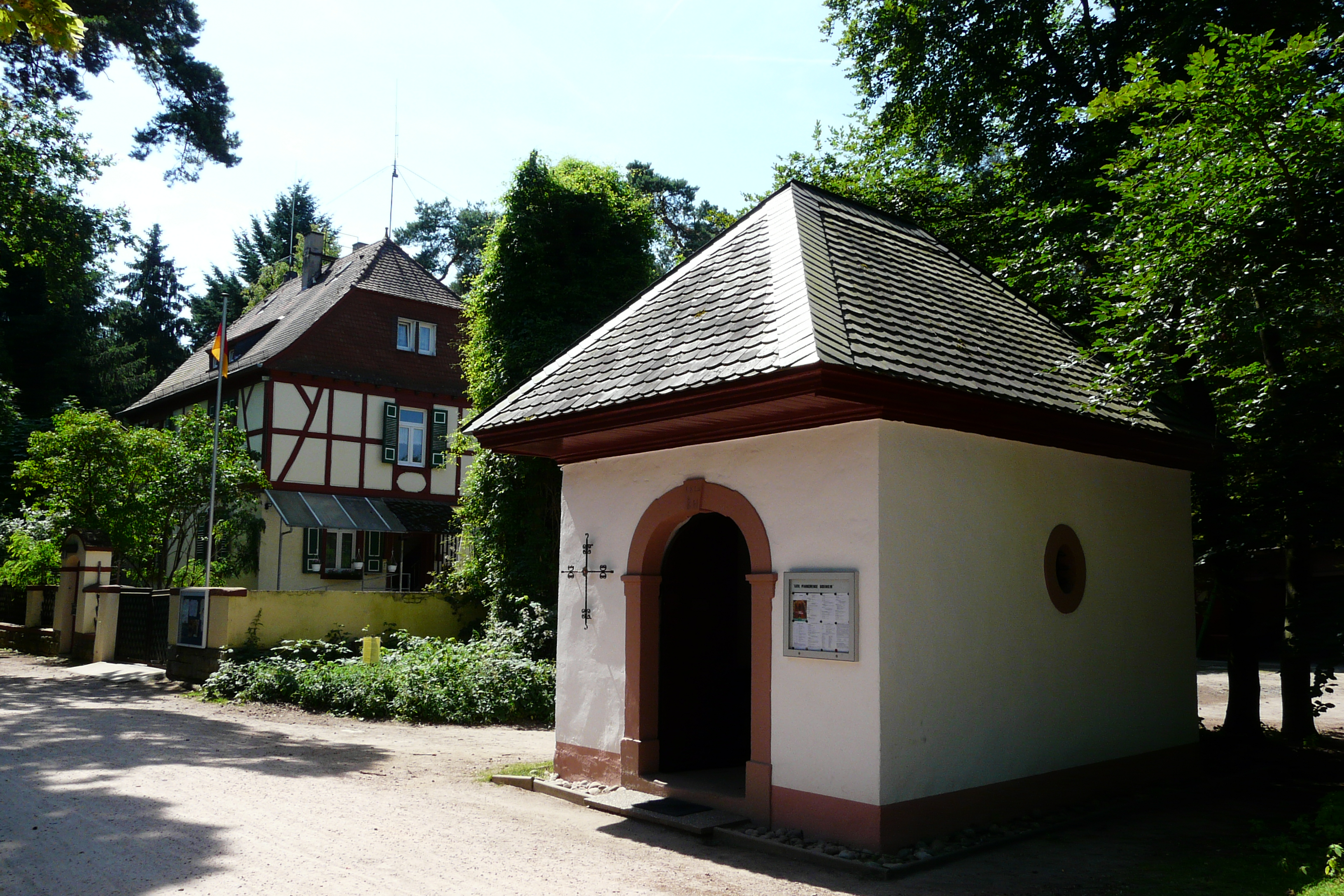
De oude kapel met op de achtergrond het Wendelinusheim
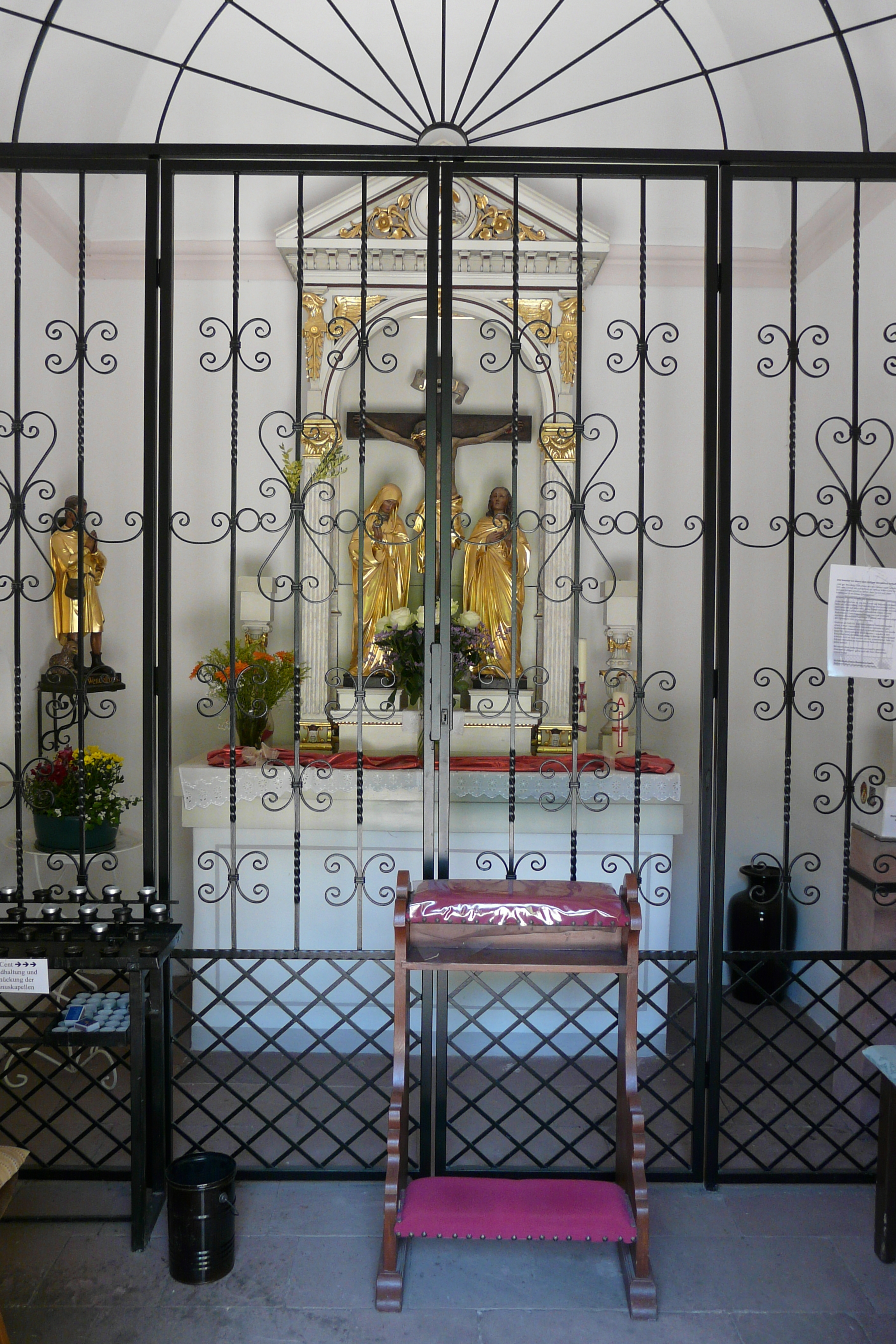
Het interieur van de oude kapel

## De nieuwe kapel
De nieuwere en grotere kapel werd in 1862 in opdracht van de burgers van Budenheim gebouwd. De kapel staat scheef tegenover de oude kapel en werd in 1866 in neogotische stijl voltooid. Vermoedelijk werd de dakruiter na 1880 geplaatst.

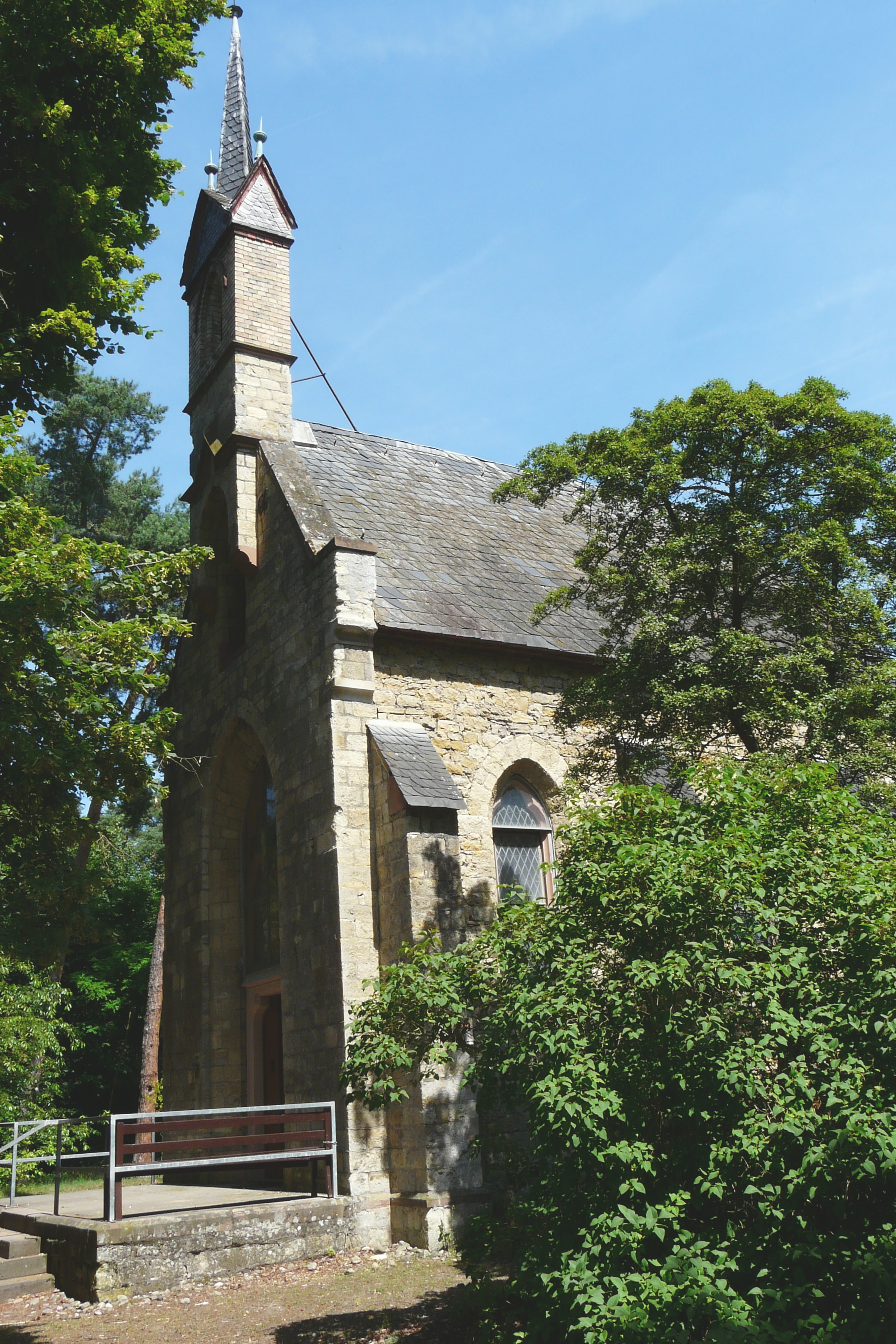
De nieuwe kapel
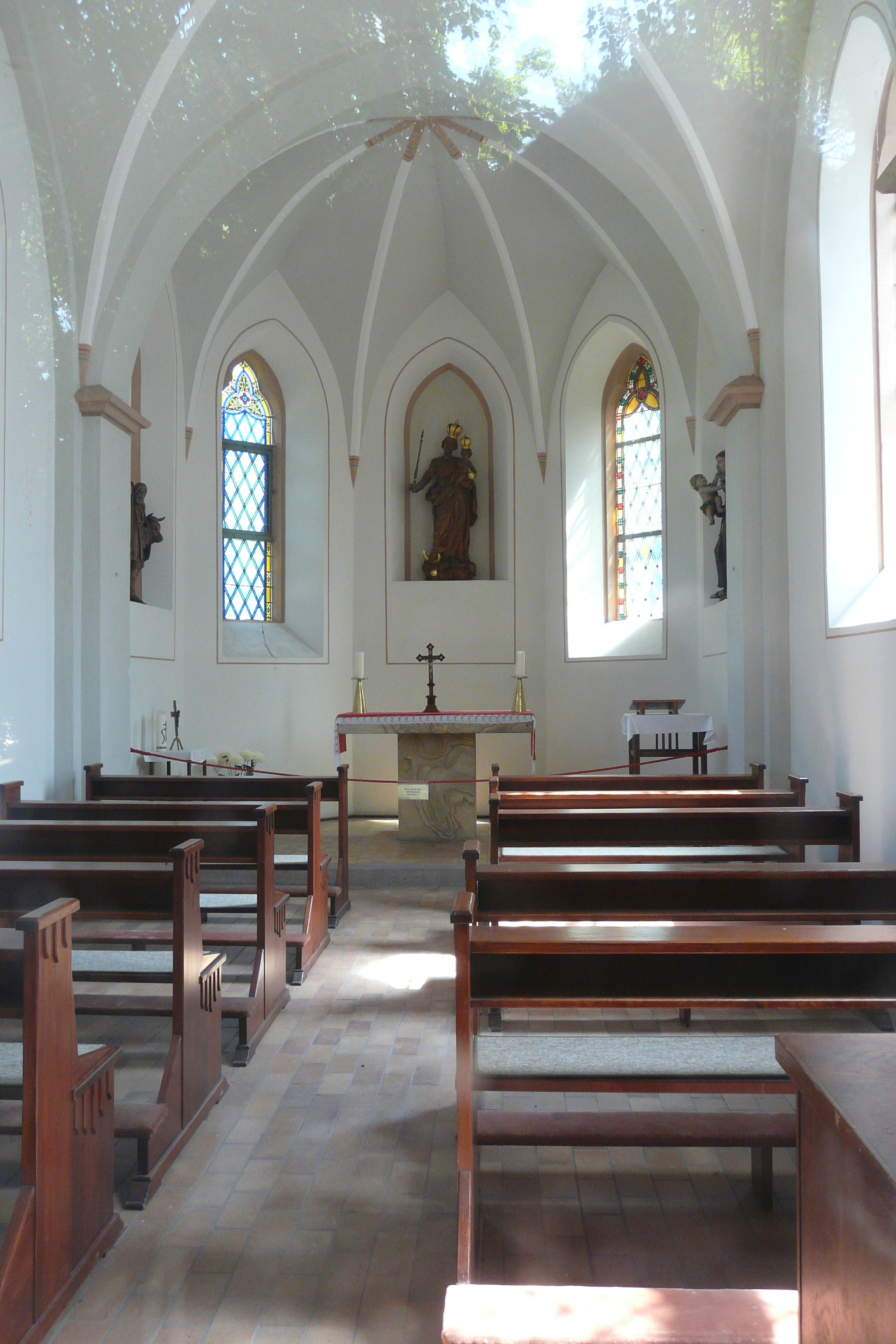
Het interieur van de nieuwe kapel

## Wendelinusheim
In de onmiddellijke nabijheid van de kapel, maar al buiten het gemeentegebied van Budenheim, bevindt zich het Wendelinusheim. Oorspronkelijk werd dit vakwerkgebouw als boswachtershuis op een andere plaats in het Lennebergwald gebouwd. Na een drankvergunning in 1880 ontwikkelde het huis zich tot een geliefde uitspanning. In 1913 verwierf vrijheer Martin Wilhelm von Waldthausen (1875–1928) het boswachtershuis met het omliggende bosgebied om zo rond zijn Slot Waldthausen meer privacy te creëren. Hij liet het huis afbreken en bij de Wendelinuskapellen herbouwen. Sinds 1930 behoort het huis toe aan het katholieke jeugdwerk van het bisdom Mainz.